# Zahir (decreto)
Un ẓahīr (in arabo ﻇﻬﻴﺮ‎?), o ẓahīr sceriffiano è un decreto reale.
Nella legislazione marocchina, questo termine designa il sigillo del Re apposto sui testi di legge votati dal Parlamento del Marocco.
Altri decreti reali prendono il nome di ẓahīr,come quelli riguardanti le nomine dei funzionari di rango superiore.